# US Super Tour 2017/18
Die US Super Tour 2017/18 war eine von der FIS organisierte Wettkampfserie, die zum Unterbau des Skilanglauf-Weltcups 2017/18 gehörte. Sie begann am 2. Dezember 2017 im West Yellowstone und endete am 24. März 2018 im Craftsbury. Die Gesamtwertung der Männer gewann David Norris und bei den Frauen Kaitlynn Miller.

## Männer

### Resultate
| 1. US Super Tour in West Yellowstone, 2. bis 3. Dezember 2017 | 1. US Super Tour in West Yellowstone, 2. bis 3. Dezember 2017 | 1. US Super Tour in West Yellowstone, 2. bis 3. Dezember 2017 | 1. US Super Tour in West Yellowstone, 2. bis 3. Dezember 2017 | 1. US Super Tour in West Yellowstone, 2. bis 3. Dezember 2017 |
| ------------------------------------------------------------- | ------------------------------------------------------------- | ------------------------------------------------------------- | ------------------------------------------------------------- | ------------------------------------------------------------- |
| Datum                                                         | Disziplin                                                     | Erster Platz                                                  | Zweiter Platz                                                 | Dritter Platz                                                 |
| 2. Dezember 2017                                              | Sprint Freistil                                               | Nick Michaud                                                  | Benjamin Lustgarten                                           | Reese Hanneman                                                |
| 3. Dezember 2017                                              | 15 km Massenstart klassisch                                   | Brian Gregg                                                   | David Norris                                                  | Benjamin Lustgarten                                           |

| 2. US Super Tour in Vernon, 9. und 10. Dezember 2017 | 2. US Super Tour in Vernon, 9. und 10. Dezember 2017 | 2. US Super Tour in Vernon, 9. und 10. Dezember 2017 | 2. US Super Tour in Vernon, 9. und 10. Dezember 2017 | 2. US Super Tour in Vernon, 9. und 10. Dezember 2017 |
| ---------------------------------------------------- | ---------------------------------------------------- | ---------------------------------------------------- | ---------------------------------------------------- | ---------------------------------------------------- |
| Datum                                                | Disziplin                                            | Erster Platz                                         | Zweiter Platz                                        | Dritter Platz                                        |
| 9. Dezember 2017                                     | Sprint klassisch                                     | Bob Thompson                                         | Benjamin Saxton                                      | Cole Morgan                                          |
| 10. Dezember 2017                                    | 15 km Freistil                                       | Ian Torchia                                          | John Hegman                                          | Brian McKeever                                       |

| 3. US Super Tour und US-amerikanische Meisterschaften in Anchorage, 3. bis 8. Januar 2018 | 3. US Super Tour und US-amerikanische Meisterschaften in Anchorage, 3. bis 8. Januar 2018 | 3. US Super Tour und US-amerikanische Meisterschaften in Anchorage, 3. bis 8. Januar 2018 | 3. US Super Tour und US-amerikanische Meisterschaften in Anchorage, 3. bis 8. Januar 2018 | 3. US Super Tour und US-amerikanische Meisterschaften in Anchorage, 3. bis 8. Januar 2018 |
| ----------------------------------------------------------------------------------------- | ----------------------------------------------------------------------------------------- | ----------------------------------------------------------------------------------------- | ----------------------------------------------------------------------------------------- | ----------------------------------------------------------------------------------------- |
| Datum                                                                                     | Disziplin                                                                                 | Erster Platz                                                                              | Zweiter Platz                                                                             | Dritter Platz                                                                             |
| 3. Januar 2018                                                                            | 15 km Freistil                                                                            | Scott Patterson                                                                           | Noah Hoffman                                                                              | Matthew Edward Liebsch                                                                    |
| 5. Januar 2018                                                                            | Sprint Freistil                                                                           | Reese Hanneman                                                                            | Kevin Bolger                                                                              | Tyler Kornfield                                                                           |
| 7. Januar 2018                                                                            | 30 km klassisch Mst.                                                                      | Tyler Kornfield                                                                           | Eric Packer                                                                               | Eivind Romberg Kvaale                                                                     |
| 8. Januar 2018                                                                            | Sprint klassisch                                                                          | Reese Hanneman                                                                            | Tyler Kornfield                                                                           | Benjamin Saxton                                                                           |

| 4. US Super Tour in Craftsbury, 26. bis 28. Januar 2018 | 4. US Super Tour in Craftsbury, 26. bis 28. Januar 2018 | 4. US Super Tour in Craftsbury, 26. bis 28. Januar 2018 | 4. US Super Tour in Craftsbury, 26. bis 28. Januar 2018 | 4. US Super Tour in Craftsbury, 26. bis 28. Januar 2018 |
| ------------------------------------------------------- | ------------------------------------------------------- | ------------------------------------------------------- | ------------------------------------------------------- | ------------------------------------------------------- |
| Datum                                                   | Disziplin                                               | Erster Platz                                            | Zweiter Platz                                           | Dritter Platz                                           |
| 26. Januar 2018                                         | Sprint klassisch                                        | Forest Mahlen                                           | Benjamin Saxton                                         | Kevin Bolger                                            |
| 28. Januar 2018                                         | 10 km Freistil                                          | David Norris                                            | Andy Shields                                            | Kevin Bolger                                            |

| 5. US Super Tour in Gatineau, 2. bis 4. Februar 2018 | 5. US Super Tour in Gatineau, 2. bis 4. Februar 2018 | 5. US Super Tour in Gatineau, 2. bis 4. Februar 2018 | 5. US Super Tour in Gatineau, 2. bis 4. Februar 2018 | 5. US Super Tour in Gatineau, 2. bis 4. Februar 2018 |
| ---------------------------------------------------- | ---------------------------------------------------- | ---------------------------------------------------- | ---------------------------------------------------- | ---------------------------------------------------- |
| Datum                                                | Disziplin                                            | Erster Platz                                         | Zweiter Platz                                        | Dritter Platz                                        |
| 2. Februar 2018                                      | Sprint klassisch                                     | Benjamin Saxton                                      | Julien Locke                                         | Patrick Stewart-Jones                                |
| 3. Februar 2018                                      | 15 km Freistil                                       | John Hegman                                          | David Norris                                         | Tad Elliott                                          |
| 4. Februar 2018                                      | 15 km klassisch Verfolgung                           | David Norris                                         | Benjamin Lustgarten                                  | Brian Gregg                                          |

| 6. US Super Tour in Ishpeming, 15. bis 18. Februar 2018 | 6. US Super Tour in Ishpeming, 15. bis 18. Februar 2018 | 6. US Super Tour in Ishpeming, 15. bis 18. Februar 2018 | 6. US Super Tour in Ishpeming, 15. bis 18. Februar 2018 | 6. US Super Tour in Ishpeming, 15. bis 18. Februar 2018 |
| ------------------------------------------------------- | ------------------------------------------------------- | ------------------------------------------------------- | ------------------------------------------------------- | ------------------------------------------------------- |
| Datum                                                   | Disziplin                                               | Erster Platz                                            | Zweiter Platz                                           | Dritter Platz                                           |
| 15. Februar 2018                                        | Sprint Freistil                                         | Kevin Bolger                                            | John Hegman                                             | David Norris                                            |
| 17. Februar 2018                                        | 20 km Massenstart Freistil                              | David Norris                                            | Kevin Bolger                                            | Brian Gregg                                             |
| 18. Februar 2018                                        | 10 km klassisch                                         | David Norris                                            | Benjamin Lustgarten                                     | Kris Freeman                                            |

| 7. US Super Tour und American Birkebeiner in Hayward, 24. Februar 2018 | 7. US Super Tour und American Birkebeiner in Hayward, 24. Februar 2018 | 7. US Super Tour und American Birkebeiner in Hayward, 24. Februar 2018 | 7. US Super Tour und American Birkebeiner in Hayward, 24. Februar 2018 | 7. US Super Tour und American Birkebeiner in Hayward, 24. Februar 2018 |
| ---------------------------------------------------------------------- | ---------------------------------------------------------------------- | ---------------------------------------------------------------------- | ---------------------------------------------------------------------- | ---------------------------------------------------------------------- |
| Datum                                                                  | Disziplin                                                              | Erster Platz                                                           | Zweiter Platz                                                          | Dritter Platz                                                          |
| 24. Februar 2018                                                       | 50 km Freistil Mst.                                                    | Anders Gløersen                                                        | Ivan Perrillat Boiteux                                                 | Kyle Bratrud                                                           |

| 8. US Super Tour und US-amerikanische Meisterschaften in Craftsbury, 23. bis 24. März 2018 | 8. US Super Tour und US-amerikanische Meisterschaften in Craftsbury, 23. bis 24. März 2018 | 8. US Super Tour und US-amerikanische Meisterschaften in Craftsbury, 23. bis 24. März 2018 | 8. US Super Tour und US-amerikanische Meisterschaften in Craftsbury, 23. bis 24. März 2018 | 8. US Super Tour und US-amerikanische Meisterschaften in Craftsbury, 23. bis 24. März 2018 |
| ------------------------------------------------------------------------------------------ | ------------------------------------------------------------------------------------------ | ------------------------------------------------------------------------------------------ | ------------------------------------------------------------------------------------------ | ------------------------------------------------------------------------------------------ |
| Datum                                                                                      | Disziplin                                                                                  | Erster Platz                                                                               | Zweiter Platz                                                                              | Dritter Platz                                                                              |
| 23. März 2018                                                                              | Sprint klassisch                                                                           | Andrew Newell                                                                              | Benjamin Saxton                                                                            | Erik Bjornsen                                                                              |
| 24. März 2018                                                                              | 15 km Massenstart Freistil                                                                 | Erik Bjornsen                                                                              | Simeon Hamilton                                                                            | Tad Elliott                                                                                |
| 28. März 2018                                                                              | 50 km Massenstart klassisch                                                                | Erik Bjornsen                                                                              | Adam Martin (Skilangläufer)                                                                | Scott Patterson                                                                            |

### Gesamtwertung Männer
| Rang | Name                        | Punkte |
| ---- | --------------------------- | ------ |
| 01.  | David Norris                | 351    |
| 02.  | Kevin Bolger                | 336    |
| 03.  | Kris Freeman                | 273    |
| 04.  | Eric Packer                 | 260    |
| 05.  | John Hegman                 | 248    |
| 06.  | Tad Elliott                 | 236    |
| 07.  | Adam Martin (Skilangläufer) | 231    |
| 08.  | Benjamin Saxton             | 224    |
| 09.  | Brian Gregg                 | 214    |
| 10.  | Benjamin Lustgarten         | 210    |

| Rang | Name            | Punkte |
| ---- | --------------- | ------ |
| 011. | Reese Hanneman  | 206    |
| 012. | Tyler Kornfield | 198    |
| 013. | Scott Patterson | 182    |
| 014. | Erik Bjornsen   | 162    |
| 015. | Rogan Brown     | 133    |
| 016. | Zak Ketterson   | 117    |
| 017. | Simeon Hamilton | 114    |
| 017. | Logan Hanneman  | 114    |
| 019. | Forest Mahlen   | 113    |
| 020. | Ian Torchia     | 109    |

| Rang | Name                       | Punkte |
| ---- | -------------------------- | ------ |
| 021. | Evan Palmer-Charrette      | 90     |
| 022. | Noah Hoffman               | 78     |
| 022. | Eivind Romberg Kvaale      | 78     |
| 024. | Scott James Hill           | 76     |
| 025. | Patrick Caldwell           | 72     |
| 026. | Dakota Blackhorse-von Jess | 69     |
| 027. | Andy Shields               | 67     |
| 028. | Cole Morgan                | 66     |
| 028. | Gus Schumacher             | 66     |
| 030. | Matthew Phillip Gelso      | 64     |

## Frauen

### Resultate
| 1. US Super Tour in West Yellowstone, 2. bis 3. Dezember 2017 | 1. US Super Tour in West Yellowstone, 2. bis 3. Dezember 2017 | 1. US Super Tour in West Yellowstone, 2. bis 3. Dezember 2017 | 1. US Super Tour in West Yellowstone, 2. bis 3. Dezember 2017 | 1. US Super Tour in West Yellowstone, 2. bis 3. Dezember 2017 |
| ------------------------------------------------------------- | ------------------------------------------------------------- | ------------------------------------------------------------- | ------------------------------------------------------------- | ------------------------------------------------------------- |
| Datum                                                         | Disziplin                                                     | Erster Platz                                                  | Zweiter Platz                                                 | Dritter Platz                                                 |
| 2. Dezember 2017                                              | Sprint Freistil                                               | Anne Hart                                                     | Erika Flowers                                                 | Kelsey Phinney                                                |
| 3. Dezember 2017                                              | 10 km Massenstart klassisch                                   | Hedda Baangman                                                | Kaitlynn Miller                                               | Caitlin Patterson                                             |

| 2. US Super Tour in Vernon, 9. und 10. Dezember 2017 | 2. US Super Tour in Vernon, 9. und 10. Dezember 2017 | 2. US Super Tour in Vernon, 9. und 10. Dezember 2017 | 2. US Super Tour in Vernon, 9. und 10. Dezember 2017 | 2. US Super Tour in Vernon, 9. und 10. Dezember 2017 |
| ---------------------------------------------------- | ---------------------------------------------------- | ---------------------------------------------------- | ---------------------------------------------------- | ---------------------------------------------------- |
| Datum                                                | Disziplin                                            | Erster Platz                                         | Zweiter Platz                                        | Dritter Platz                                        |
| 9. Dezember 2017                                     | Sprint klassisch                                     | Kaitlynn Miller                                      | Caitlin Patterson                                    | Hannah Halvorsen                                     |
| 10. Dezember 2017                                    | 10 km Freistil                                       | Caitlin Patterson                                    | Rosie Frankowski                                     | Caitlin Gregg                                        |

| 3. US Super Tour und US-amerikanische Meisterschaften in Anchorage, 3. bis 8. Januar 2018 | 3. US Super Tour und US-amerikanische Meisterschaften in Anchorage, 3. bis 8. Januar 2018 | 3. US Super Tour und US-amerikanische Meisterschaften in Anchorage, 3. bis 8. Januar 2018 | 3. US Super Tour und US-amerikanische Meisterschaften in Anchorage, 3. bis 8. Januar 2018 | 3. US Super Tour und US-amerikanische Meisterschaften in Anchorage, 3. bis 8. Januar 2018 |
| ----------------------------------------------------------------------------------------- | ----------------------------------------------------------------------------------------- | ----------------------------------------------------------------------------------------- | ----------------------------------------------------------------------------------------- | ----------------------------------------------------------------------------------------- |
| Datum                                                                                     | Disziplin                                                                                 | Erster Platz                                                                              | Zweiter Platz                                                                             | Dritter Platz                                                                             |
| 3. Januar 2018                                                                            | 10 km Freistil                                                                            | Caitlin Patterson                                                                         | Caitlin Gregg                                                                             | Chelsea Holmes                                                                            |
| 5. Januar 2018                                                                            | Sprint Freistil                                                                           | Caitlin Patterson                                                                         | Jasmi Joensuu                                                                             | Petra Hyncicova                                                                           |
| 7. Januar 2018                                                                            | 20 km klassisch Mst.                                                                      | Hedda Baangman                                                                            | Caitlin Patterson                                                                         | Rosie Frankowski                                                                          |
| 8. Januar 2018                                                                            | Sprint klassisch                                                                          | Caitlin Patterson                                                                         | Jasmi Joensuu                                                                             | Kaitlynn Miller                                                                           |

| 4. US Super Tour in Craftsbury, 26. bis 28. Januar 2018 | 4. US Super Tour in Craftsbury, 26. bis 28. Januar 2018 | 4. US Super Tour in Craftsbury, 26. bis 28. Januar 2018 | 4. US Super Tour in Craftsbury, 26. bis 28. Januar 2018 | 4. US Super Tour in Craftsbury, 26. bis 28. Januar 2018 |
| ------------------------------------------------------- | ------------------------------------------------------- | ------------------------------------------------------- | ------------------------------------------------------- | ------------------------------------------------------- |
| Datum                                                   | Disziplin                                               | Erster Platz                                            | Zweiter Platz                                           | Dritter Platz                                           |
| 26. Januar 2018                                         | Sprint klassisch                                        | Kaitlynn Miller                                         | Kelsey Phinney                                          | Felicia Gesior                                          |
| 28. Januar 2018                                         | 5 km Freistil                                           | Rebecca Rorabaugh                                       | Rosie Frankowski                                        | Erika Flowers                                           |

| 5. US Super Tour in Gatineau, 2. bis 4. Februar 2018 | 5. US Super Tour in Gatineau, 2. bis 4. Februar 2018 | 5. US Super Tour in Gatineau, 2. bis 4. Februar 2018 | 5. US Super Tour in Gatineau, 2. bis 4. Februar 2018 | 5. US Super Tour in Gatineau, 2. bis 4. Februar 2018 |
| ---------------------------------------------------- | ---------------------------------------------------- | ---------------------------------------------------- | ---------------------------------------------------- | ---------------------------------------------------- |
| Datum                                                | Disziplin                                            | Erster Platz                                         | Zweiter Platz                                        | Dritter Platz                                        |
| 2. Februar 2018                                      | Sprint klassisch                                     | Rebecca Rorabaugh                                    | Kaitlynn Miller                                      | Erika Flowers                                        |
| 3. Februar 2018                                      | 10 km Freistil                                       | Rosie Frankowski                                     | Rebecca Rorabaugh                                    | Erika Flowers                                        |
| 4. Februar 2018                                      | 15 km klassisch Verfolgung                           | Rosie Frankowski                                     | Rebecca Rorabaugh                                    | Kaitlynn Miller                                      |

| 6. US Super Tour in Ishpeming, 15. bis 18. Februar 2018 | 6. US Super Tour in Ishpeming, 15. bis 18. Februar 2018 | 6. US Super Tour in Ishpeming, 15. bis 18. Februar 2018 | 6. US Super Tour in Ishpeming, 15. bis 18. Februar 2018 | 6. US Super Tour in Ishpeming, 15. bis 18. Februar 2018 |
| ------------------------------------------------------- | ------------------------------------------------------- | ------------------------------------------------------- | ------------------------------------------------------- | ------------------------------------------------------- |
| Datum                                                   | Disziplin                                               | Erster Platz                                            | Zweiter Platz                                           | Dritter Platz                                           |
| 15. Februar 2018                                        | Sprint Freistil                                         | Anikken Gjerde Alnæs                                    | Erika Flowers                                           | Kaitlynn Miller                                         |
| 17. Februar 2018                                        | 15 km Massenstart Freistil                              | Chelsea Holmes                                          | Caitlin Gregg                                           | Erika Flowers                                           |
| 18. Februar 2018                                        | 5 km klassisch                                          | Kaitlynn Miller                                         | Elizabeth Guiney                                        | Chelsea Holmes                                          |

| 7. US Super Tour und American Birkebeiner in Hayward, 24. Februar 2018 | 7. US Super Tour und American Birkebeiner in Hayward, 24. Februar 2018 | 7. US Super Tour und American Birkebeiner in Hayward, 24. Februar 2018 | 7. US Super Tour und American Birkebeiner in Hayward, 24. Februar 2018 | 7. US Super Tour und American Birkebeiner in Hayward, 24. Februar 2018 |
| ---------------------------------------------------------------------- | ---------------------------------------------------------------------- | ---------------------------------------------------------------------- | ---------------------------------------------------------------------- | ---------------------------------------------------------------------- |
| Datum                                                                  | Disziplin                                                              | Erster Platz                                                           | Zweiter Platz                                                          | Dritter Platz                                                          |
| 24. Februar 2018                                                       | 50 km Freistil Mst.                                                    | Caitlin Gregg                                                          | Maria Gräfnings                                                        | Chelsea Holmes                                                         |

| 8. US Super Tour und US-amerikanische Meisterschaften in Craftsbury, 23. bis 24. März 2018 | 8. US Super Tour und US-amerikanische Meisterschaften in Craftsbury, 23. bis 24. März 2018 | 8. US Super Tour und US-amerikanische Meisterschaften in Craftsbury, 23. bis 24. März 2018 | 8. US Super Tour und US-amerikanische Meisterschaften in Craftsbury, 23. bis 24. März 2018 | 8. US Super Tour und US-amerikanische Meisterschaften in Craftsbury, 23. bis 24. März 2018 |
| ------------------------------------------------------------------------------------------ | ------------------------------------------------------------------------------------------ | ------------------------------------------------------------------------------------------ | ------------------------------------------------------------------------------------------ | ------------------------------------------------------------------------------------------ |
| Datum                                                                                      | Disziplin                                                                                  | Erster Platz                                                                               | Zweiter Platz                                                                              | Dritter Platz                                                                              |
| 23. März 2018                                                                              | Sprint klassisch                                                                           | Jessie Diggins                                                                             | Sophie Caldwell                                                                            | Ida Sargent                                                                                |
| 24. März 2018                                                                              | 10 km Massenstart Freistil                                                                 | Jessie Diggins                                                                             | Sadie Bjornsen                                                                             | Kikkan Randall                                                                             |
| 27. März 2018                                                                              | 30 km Massenstart klassisch                                                                | Jessie Diggins                                                                             | Sadie Bjornsen                                                                             | Kikkan Randall                                                                             |

### Gesamtwertung Frauen
| Rang | Name              | Punkte |
| ---- | ----------------- | ------ |
| 01   | Kaitlynn Miller   | 433    |
| 02   | Caitlin Patterson | 399    |
| 03   | Rosie Frankowski  | 342    |
| 04   | Erika Flowers     | 322    |
| 05   | Rebecca Rorabaugh | 294    |
| 06   | Elizabeth Guiney  | 269    |
| 07   | Chelsea Holmes    | 196    |
| 08   | Felicia Gesior    | 187    |
| 09   | Jessie Diggins    | 180    |
| 10   | Kelsey Phinney    | 172    |

| Rang | Name             | Punkte |
| ---- | ---------------- | ------ |
| 011. | Caitlin Gregg    | 169    |
| 012. | Hedda Baangman   | 150    |
| 013. | Hannah Halvorsen | 138    |
| 014. | Sadie Bjornsen   | 136    |
| 015. | Corey Stock      | 125    |
| 016. | Anne Hart        | 117    |
| 017. | Sophie Caldwell  | 116    |
| 018. | Kikkan Randall   | 114    |
| 019. | Jasmi Joensuu    | 112    |
| 020. | Petra Hyncicova  | 106    |

| Rang | Name                    | Punkte |
| ---- | ----------------------- | ------ |
| 021. | Katharine Ogden         | 98     |
| 022. | Olivia Bouffard-Nesbitt | 92     |
| 023. | Ida Sargent             | 86     |
| 024. | Frederique Vezina       | 82     |
| 025. | Lauren Jortberg         | 72     |
| 026. | Alannah MacLean         | 71     |
| 027. | Julia Kern              | 70     |
| 027. | Christina Rolandsen     | 70     |
| 029. | Alayna Sonnesyn         | 69     |
| 030. | Lydia Blanchet          | 62     |